# لين بيكر
لين بيكر (بالإنجليزية: Lynn Baker) هي لاعبة بريدج أمريكية، ولدت في 1957م.